# Ravensca
Ravensca (tschechisch Rovensko, ungarisch Almásróna) ist ein Dorf im Banater Gebirge im Kreis Caraș-Severin Rumänien und eine tschechische Sprachinsel.

## Geografie

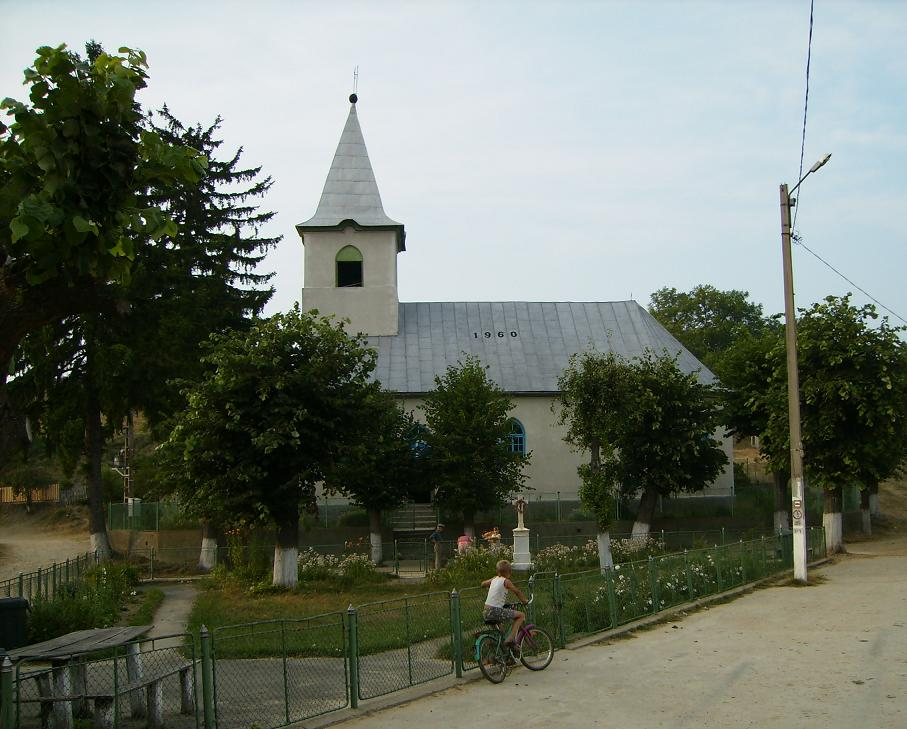
Kirche in Ravensca

Ravensca liegt äußerst isoliert auf einem Bergrücken des Almăj-Gebirges auf einer Seehöhe von 866 m und gehört heute zur ca. 20 Straßenkilometer entfernten Gemeinde Șopotu Nou. Die Lage oben am Bergkamm hat bis heute Probleme mit der Wasserversorgung zur Folge; es gibt kein fließendes Wasser in den Häusern und nur wenige öffentliche Brunnen. Im Winter ist das Dorf auch heute noch regelmäßig von der Umwelt abgeschnitten.

## Geschichte
Ravensca wurde 1827 von Banater Tschechen gegründet, um das militärstrategisch wichtige Banater Gebirge an der Grenze zu Serbien zu besiedeln und die Holzwirtschaft voranzutreiben. 1922 wurde die dem Hl. Martin geweihte römisch-katholische Kirche eingeweiht. Zu dieser Zeit lebten fast 600 Menschen in Ravensca. Aufgrund der isolierten Lage entstand nur wenig Kontakt mit den rumänischsprachigen Nachbardörfern, so dass die Bevölkerung bis heute fast ausschließlich tschechisch spricht. Von 235 Einwohnern im Jahre 1991 gehörten etwa 230 der tschechischen Volksgruppe an. Im Jahr 2002 lebten nur noch 165 Menschen in Ravensca, was hauptsächlich der Abwanderung der Jugend nach dem Sturz des Ceaușescu-Regimes zuzuschreiben ist. Heute wird vor allem der Tourismus aus Tschechien als neue Einnahmequelle entdeckt.

## Karte
- Klub českých turistů: Turistická Mapa Banát, M 1 : 100.000. Karte und Führer. 1. Auflage. Freytag & Berndt, Prag 2001, ISBN 80-85999-88-9 (tschechisch, rumänisch, englisch).